# God Save Our Solomon Islands
God Save Our Solomon Islands is het volkslied van de Salomonseilanden. Het lied kreeg deze status met de onafhankelijkheid in 1978. De tekst is geschreven door Panapasa en Matila Balekana, De muziek is geschreven voor Panapasa Balekana.

## Engelse tekst
God Bless our Solomon Islands from shore to shore

Blessed all our people and all our lands

With your protecting hand

Joy, Peace, Progress and Prosperity

That men shall brothers be, make nations see

our Solomon Islands, our Solomon Islands

Our nation Solomon Islands

Stands forever more.

## Nederlandse vertaling
God zegen onze Salomonseilanden van kust tot kust

Gezegend is heel ons volk en heel ons land

Met uw beschermende hand

Vreugde, vrede, vooruitgang en voorspoed

Dat wij allen broeders zijn, laat landen het zien

Onze Salomonseilanden, onze Salomonseilanden

Onze natie de Salomonseilanden

Blijven altijd bestaan.

Onafhankelijke staten: Australië · Fiji · Kiribati · Marshalleilanden · Micronesia · Nauru · Nieuw-Zeeland · Palau · Papoea-Nieuw-Guinea · Salomonseilanden · Samoa · Tonga · Tuvalu · Vanuatu
Afhankelijke gebieden: Amerikaans-Samoa · Cookeilanden · Frans-Polynesië · Guam (onofficieel) · Nieuw-Caledonië · Niue · Noordelijke Marianen · Norfolk · Pitcairneilanden · Tokelau-eilanden · Wallis en Futuna